# Carolina Panthers
A Carolina Panthers amerikaifutball-csapat az Amerikai Egyesült Államokban, az Észak-Karolina állambeli Charlotte-ban, amely az NFL NFC konferenciájának déli csoportjában játszik.

## Története
A Carolina Panthers alapítója a korábbi neves futballjátékos, Jerry Richardson. Gondos előkészítő munkálatok után 1993. október 23-án született meg a csapattulajdonosi kör engedélye, ami szerint Charlotte 1995-től, az NFL 29. klubjaként indíthat csapatot. Richardson fia javaslatára a csapat neve „Panthers” (párducok) lett.
A csapat nagyon jól kezdett, hiszen a Jacksonville Jaguarsszal (ez a csapat volt a másik újonc) játszott egy Hall of Fame bemutató mérkőzést, melyet 20–14-re megnyertek. Ezzel – az NFL és az AFL egyesülése óta – a Carolina lett az első olyan csapat, amely újonc létére megnyerte első hivatalos meccsét.
Az első, 1995-ös szezonnak Dom Capers vezetőedzővel vágtak neki (érdekesség: a támadósorban szerepelt egy Kevin Farkas nevű játékos is). Az alapszakaszt 7–9-es mutatóval zárták, ami jó szereplésnek számított egy bemutatkozó szezonját játszó csapattól. A legyőzöttek: New York Jets, New Orleans Saints, New England Patriots, San Francisco 49ers, Arizona Cardinals, Indianapolis Colts, Atlanta Falcons. E győzelmek közül kiemelkedik a 49ers elleni 13–7-es diadal, mert az uralkodó bajnokot sikerült legyőzniük. Ezzel az első olyan debütáló klub lett, amely bajnokot tudott verni. Második szezonjuk még jobban sikerült: 1996-ban mindössze négy vereséget szenvedtek el, alapszakaszbeli mutatójuk 12–4 volt. A rájátszásban 26–17-re megverték a Dallas Cowboyst, ám a főcsoport döntőjében a Green Bay Packers megállította őket (13–30).
A gyors és némiképp váratlan sikerek után visszaesés következett. A csapat irányítója, Kerry Collins alkoholista lett, rasszista megjegyzéseket tett csapattársára, és emiatt az 1998-as szezon közben eltávolították a csapatból. A csapat egyik másik játékosa, Rae Carruth gyilkossági ügybe keveredett (terhes barátnőjét ölette meg), és 24 év börtönre ítélték. A Pantherst ért csapások miatt morális válságba került, ami miatt 2001-ben tragikus, 1–15-ös mutatót produkáltak.
George Seifert vezetőedzőt John Fox váltotta, aki addig csak védőegységeket irányított, tevékenysége középpontjában éppen ezért a védelem játékának feljavítása állt. A 2002-es idényt 7–9-es mutatóval zárták, amivel még mindig a csoport utolsó helyén végeztek, de a játék mindenképpen előrelépést mutatott. Kiemelkedően teljesített a csapat megújult védő egysége, amely a liga legjobbja volt a futások elleni küzdelemben: ellenfeleik meccsenkénti átlagban mindössze 3,69 yardot tudtak futni.
2003 kiválóan sikerült a csapatnak, mert ekkor már a támadók is megerősödtek Jake Delhomme irányító érkezését követően. Az idényt 11–5-ös mutatóval zárták, amivel megnyerték a csoportjukat. A rájátszás wild card körében a Dallas Cowboyst verték 29–10-re, a második körben a St. Louis Ramst (kétszeres hosszabbítás után) 29–23-ra, majd a főcsoport döntőjében a Philadelphia Eagles (14–3) következett. A csapat bejutott a 2004. február 1-jén, Houstonban megrendezett nagydöntőbe, ám ott – Adam Vinatieri utolsó percben szerzett 41 yardos mezőnygóljával – vereséget szenvedtek a Tom Bradyvel felálló New England Patriotstól (29–32).
A következő, 2004-es idény szerencsétlenül alakult a Panthers számára, komoly sérüléshullám sújtotta a csapatot, volt olyan szakasz, amikor tizennégy sérültjük volt egyszerre. Így végül csupán 7–9-cel fejezték be az alapszakaszt, de vereségeik szinte kivétel nélkül szoros mérkőzéseken alakultak ki.
Jól sikerült a 2005-ös idény, 11–5-ös mutatót értek el, csoportjukban másodikok lettek és bejutottak a rájátszásba. Az első meccsen – idegenben – megalázó, 23–0-s vereséget mértek a New York Giantsre, a másodikon a Chicago Bearst verték 14–34-re, a konferencia döntőben azonban kikaptak a Seattle Seahawkstól (14–34). A következő két év megint a sérülésekről volt emlékezetes: Jake Delhomme irányítónak kificamodott a hüvelykujja, egy év múlva könyöksérülést szenvedett, emiatt többször tartalék irányítókkal játszottak (2006-ban 8–8, 2007-ben 7–9). Az egyik ilyen mérkőzésen Vinny Testaverde volt az irányító, aki a San Francisco ellen – 44 évesen és 19 naposan – vezette győzelemre a Párducokat. Ezzel ő lett az NFL történetének legidősebb játékosa, aki meccset nyert a ligában.
2008-ban jól szerepelt a csapat, 12–4-gyel zártak, a csoport élén végeztek, de a rájátszásban sima, 33–13-as vereséget szenvedtek az Arizona Cardinalstól. A 2009-es év rosszra sikeredett: a csoport harmadik helyén végeztek (8-8).
2010 azonban tragikusan sikerült: 2–14-es mutatót értek el, csak a San Franciscót és az Arizonát tudták legyőzni, ráadásul sok volt a sérült, köztük DeAngelo Williams is, akinek a jobb lábával voltak gondjai, és ugyan novemberi felépülése után együtt edzett a tartalékosokkal novemberben, egy talprándulás véget vetett a szezonjának. A gyenge szezon miatt a csapat az 1/1 draftjog birtokosa lett, amivel Cam Newton irányítót igazolták a 2011-es játékosbörzén.
2011-re Ron Rivera váltotta John Fox vezetőedzőt, és távozott az edzői stáb nagy része is. Az új edző, aki korábban defensive coordinator volt, megpróbálta a védelmet megerősíteni, de a csapat csak 6–10-et ért el a szezon végére.
2012-ben azonban már sokkal jobb idényt produkáltak Rivera fiai (7-9), azonban ez is kevés volt a boldogsághoz, a csoportjuk 2. helyén zártak és nem jutottak be a rájátszásba. 2013-ban sikerült egy számukra fantasztikus szezont produkálni, hiszen 12-4-es mérleggel, csoportelsőként bejutottak a play-off körbe, melyre utoljára 2008-ban volt precedens, azonban a visszatérés nem sikeredett olyan jól, ahogyan elképzelték, hiszen hazai pályán 23-10-es vereséget szenvedtek a San Francisco 49ers-től és kiestek.
A 2014-es kiírás is hasonlóan alakult a tavalyihoz képest, vagyis a déli csoport legjobbjaiként bejutottak a Panthers a rájátszásba, azzal a különbséggel, hogy ezúttal 7-8-1-es mutató alakult ki, azt az egy döntetlent a 6. fordulóban szedték össze a Cincinnati Bengals ellen (37-37). A play-off első körében hazai közönség előtt győzték le 27-16-ra az Arizona csapatát, majd a következő mérkőzés jelentette nekik a végállomást, kikaptak 31-17 arányban a Seattle-től idegenben.
A 2015-ös év a franchise történetének legjobb szezonja, ugyanis a Panthers 15-1-es mérleggel zárta az alapszakaszt, erre azelőtt a San Francisco 49ers (1984), a Chicago Bears (1985), a Minnesota Vikings (1998), a Pittsburgh Steelers (2004), a New England Patriots (2007) és a Green Bay Packers (2011) volt képes. Az NFC elődöntőjében a Carolina 31-24-re győzött a Seattle Seahawks ellen hazai pályán, majd a főcsoportdöntőn szintén hazai környezetben 49-15-re verték az Arizona Cardinalst, ezzel fennállásuk során másodszor bejutottak a nagydöntőbe, azaz az 50. Super Bowlra, ahol a Denver ellen kellett kiharcolniuk a végső győzelmet. Ugyan sokan a párducokat látták az esélyesebb csapatnak a kaliforniai döntőn, de a Carolina gyenge játékot mutatott, ezt kihasználva a Broncos 24-10 arányban legyőzte a Pantherst, és fennállása 3. győzelmét könyvelhette el a coloradói alakulat, míg a Carolina a szezon végén azzal büszkélkedhetett, hogy 10 játékosuk is bekerült a Pro Bowlra és 8-an a 2015-ös All-Pro Teambe is bejutottak.

## Tulajdonosok
- Jerry Rickardson (1994–2018)
- David Tepper (2018–)

## Vezetőedzők
- Dom Capers (1995–1998, 66 mérkőzés)
- George Seifert (1999–2001, 48 mérkőzés)
- John Fox (2002–2010, 152 mérkőzés)
- Ron Rivera (2011–2019, 147 mérkőzés)
- Perry Fewell (mb. 2019, 4 mérkőzés)
- Matt Rhule (2020–2022, 38 mérkőzés)
- Steve Wilks (mb. 2022, 12 mérkőzés)
- Frank Reich (2023–)